# Gustave de Beaumont

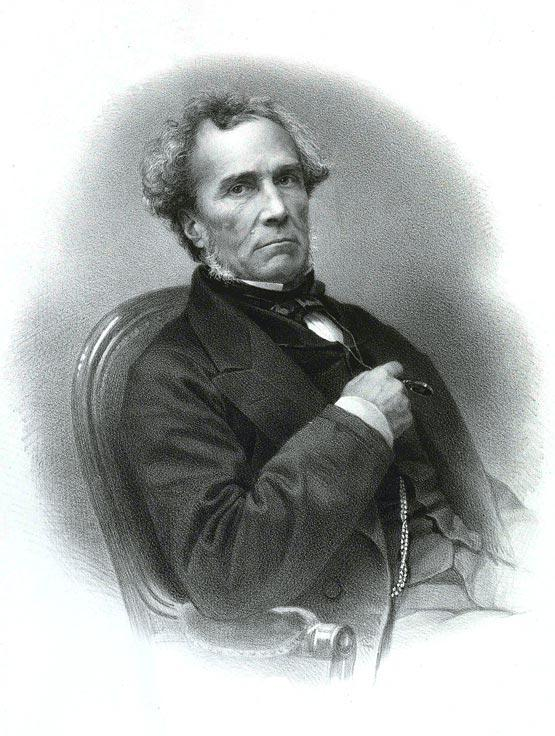
Gustave de Beaumont

Gustave Auguste del la Bonnière de Beaumont, född 6 februari 1802 och död 30 mars 1866, var en fransk social författare och politiker.
de Beaumont har bland annat skrivit Note sur le système pénitentiaire (1839), där han behandlade det nordamerikanska fängelseväsendet, Marie, ou l'esclavage aux Ètats-Unis (1835) och L'Irlande sociale, politique et religieuse (1839), alla i tydligt liberal anda.